# Antoniuskapelle Kleinenbroich

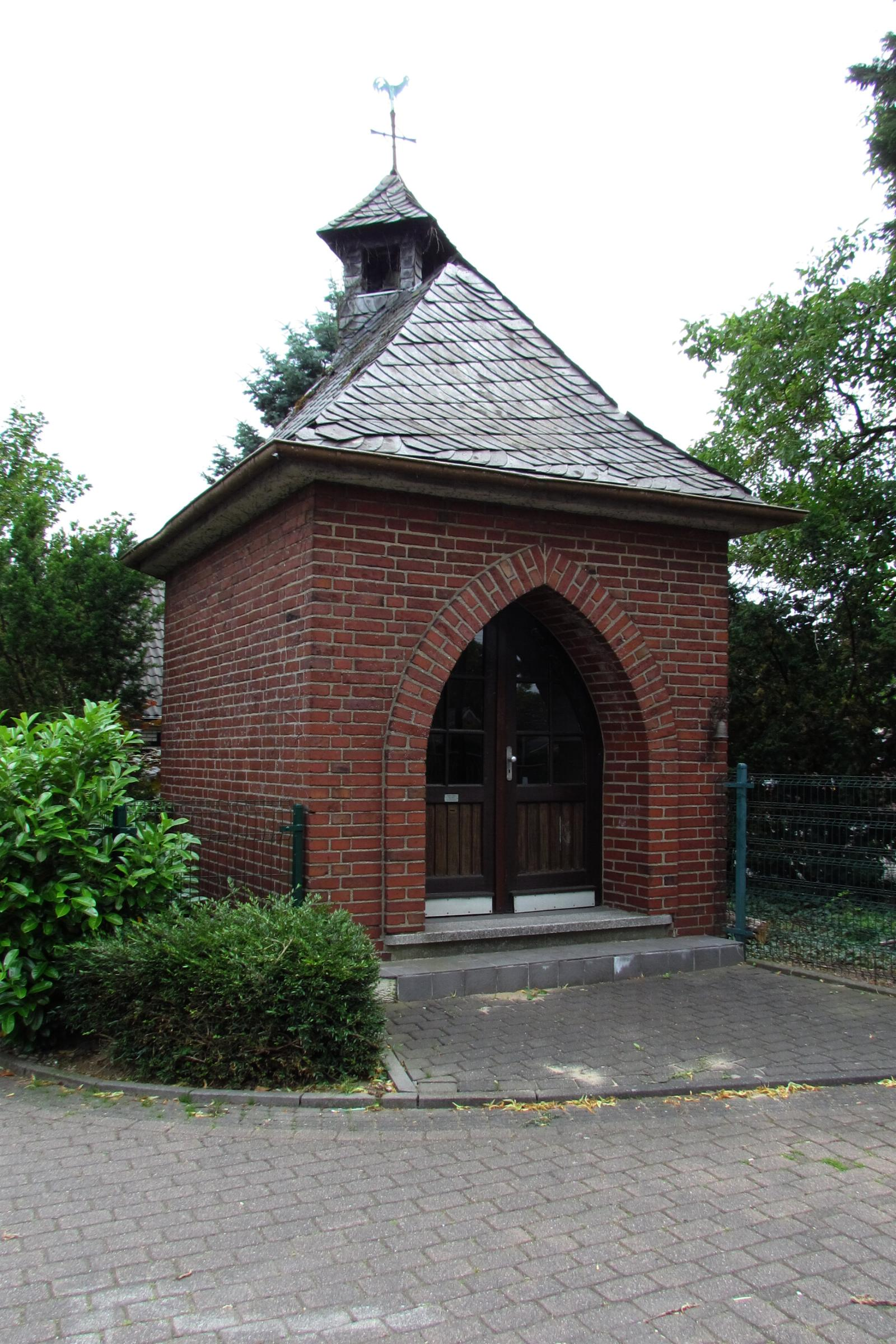
Antoniuskapelle

Die Antoniuskapelle Kleinenbroich steht im Stadtteil Kleinenbroich in Korschenbroich im Rhein-Kreis Neuss (Nordrhein-Westfalen), Antoniusstraße.
Das Gebäude wurde 1636 erbaut. Es wurde unter Nr. 036 am 28. August 1985 in die Liste der Baudenkmäler in Korschenbroich eingetragen.

## Architektur
Die kleine Backsteinkapelle wurde aus geschlämmtem Backstein erbaut. Segmentbogennische mit gerader Apsis, datiert im Inneren.